# Bert Oosterbosch
Bert Oosterbosch, né le 30 juillet 1957 à Eindhoven et mort le 18 août 1989 à Lekkerkerk, est un coureur cycliste néerlandais. Il est professionnel de 1979 à 1988.

## Biographie
Il participe au Tour de France et y remporte trois étapes. Spécialiste du prologue, il en gagne 14 dans d'autres épreuves par étapes.
Avec l'équipe TI-Raleigh, il remporte divers contre-la-montre par équipes du Tour de France. 
Il a aussi figuré sur le podium d'épreuves chronométrées telles que le Trophée Baracchi.
Il a également remporté une édition du Tour de Luxembourg, des États-Unis, et des Pays Bas (1982), ainsi que des étapes du Tour d'Espagne et du Tour de Suisse.
Sur la piste, il devient champion du monde de la poursuite individuelle en 1979.
Il arrête sa carrière à 31 ans à la fin de l'année 1988 à la suite de deux méningites.
Il meurt à l'âge de 32 ans d'un arrêt cardiaque à son domicile. Son décès et celui de plusieurs autres coureurs néerlandais, dans des circonstances similaires et à la même époque, ont motivé l'ouverture d'une enquête par l'Union royale néerlandaise de cyclisme sur les pratiques dopantes chez les coureurs professionnels néerlandais, l'utilisation d'EPO étant soupçonnée d'être à l'origine de la série de décès.

## Palmarès sur route

### Palmarès amateur
- 1978
  -  Champion du monde du contre-la-montre par équipes (avec Jan van Houwelingen, Guus Bierings, Bart van Est)
  - 6eb étape du Tour des régions italiennes (contre-la-montre)
  - Prologue, 3ea (contre-la-montre) et 8ea (contre-la-montre) étapes de l'Olympia's Tour
  - 1re et 2ea (contre-la-montre) étapes du Triptyque ardennais
  - 2e du Hel van het Mergelland
  - 3e de l'Olympia's Tour
  - 3e du championnat des Pays-Bas sur route amateurs

### Palmarès professionnel
- 1979
  - Tour de Zélande centrale
  - 1re étape des Zes van Rijn en Gouwe
  - 2e des Quatre Jours de Dunkerque
  - 2e des Zes van Rijn en Gouwe
  - 3e du Tour d'Indre-et-Loire
  - 3e du Tour de Luxembourg
  - 3e du Trophée Baracchi (avec Henk Lubberding)
  - 5e du Grand Prix des Nations
- 1980
  - 3e étape des Quatre Jours de Dunkerque
  - Classement général du Tour de Luxembourg
  - Prologue du Tour des Pays-Bas
  - 8e étape du Tour de France
  - 3e de la Ruddervoorde Koerse
- 1981
  - Quatre Jours de Dunkerque :
    - Classement général
    - 5eb étape (contre-la-montre)

  - 3eb étape du Critérium du Dauphiné libéré (contre-la-montre)
  - Prologue du Grand Prix du Midi libre
  - 3e du Circuit des Ardennes flamandes - Ichtegem
  - 8e de Liège-Bastogne-Liège
- 1982
  - Prologue de Paris-Nice
  - Prologue du Tour de Suisse
  - Tour des Pays-Bas :
    - Classement général
    - 4ea étape (contre-la-montre)

  - 2e du Trophée Baracchi (avec Hennie Kuiper)
  - 3e du Grand Prix des Nations
  - 4e de Paris-Nice
- 1983
  - Étoile de Bessèges :
    - Classement général
    - 3ea étape (contre-la-montre)

  - 5e étape de Tirreno-Adriatico (contre-la-montre)
  - 1reb étape des Trois Jours de La Panne (contre-la-montre)
  - Tour des Amériques :
    - Classement général
    - 3e étape (contre-la-montre)

  - 6e (contre-la-montre) et 8e étapes du Tour de France
  - Prologue des Quatre Jours de Dunkerque
  - 1rea étape du Tour des Pays-Bas (contre-la-montre)
  - Prologue du Tour de Catalogne
  - 2e du Grand Prix E3
  - 2e de la Gullegem Koerse
  - 3e du Grand Prix des Nations
  - 5e du Rund um den Henninger Turm
- 1984
  - Prologue du Tour méditerranéen
  - Prologue et 7ea étape de Paris-Nice
  - Grand Prix E3
  - Trois Jours de La Panne :
    - Classement général
    - 1reb étape (contre-la-montre)

  - 8e étape du Tour de Suisse (contre-la-montre)
  - 1re étape du Tour des Pays-Bas (contre-la-montre)
  - 8e du Circuit Het Volk
- 1985
  - 5e étape de Paris-Nice
  - Prologue du Tour d'Espagne
  - 5eb étape du Tour de Norvège (contre-la-montre)
  - Prologue du Tour des Pays-Bas
  - 4ea étape du Tour de Catalogne
  - 2e du Coca-Cola Trophy
  - 2e du Grand Prix Eddy Merckx
  - 4e du Grand Prix des Nations
- 1986
  - Prologue du Tour de la Communauté valencienne
  - Prologue de la Semaine catalane

### Résultats sur les grands tours

#### Tour de France
4 participations 
- 1980 : 36e, vainqueur des 1reb (contre-la-montre par équipes), 7ea (contre-la-montre par équipes) et 8e étapes
- 1982 : abandon (2e étape)
- 1983 : abandon (13e étape), vainqueur des 6e (contre-la-montre) et 8e étapes
- 1984 : hors délais (3e étape)

#### Tour d'Espagne
1 participation
- 1985 : abandon (7e étape), vainqueur du prologue,  maillot jaune pendant 2 jours

## Palmarès sur piste

### Championnats du monde
- Amsterdam 1979
  -  Champion du monde de poursuite
- Brno 1981
  -  Médaillé de bronze de la poursuite

### Championnats nationaux
- Champion des Pays-Bas de poursuite individuelle en 1981, 1983 et 1984